# Koerdistan Regionale Overheid
De Koerdistan Regionale Overheid (Engels: Kurdistan Regional Government, KRG) is een regionale autonome overheid die de erkende Koerdische Autonome Regio bestuurt. Deze regio beslaat een groot deel van het noorden van Irak, doch omvat het niet het gehele door Koerden als (Zuid-)Koerdistan geclaimde gebied. Sinds 2014 is Kirkoek ook toegevoegd aan het gebied van de KRG.

## Etymologie
Koerdistan is een samenvoeging van de woorden Koerden en 'stan', een Iraans woord dat land betekent. Koerdistan kan vertaald worden als land van de Koerden.

## Geschiedenis
Al sinds 1992 zijn het de Koerden die het voor het zeggen hebben over een groot deel van het noorden van Irak. Doch sinds 1992 waren er wat onenigheden tussen de twee belangrijkste partijen in Zuid-Koerdistan (Iraaks-Koerdistan), de Koerdische Democratische Partij (KDP) en Patriottische Unie van Koerdistan (PUK), die in de tweede helft van de jaren ’90 uiteindelijk ook leidden tot een burgeroorlog. Sinds 7 mei 2005 maken de twee partijen echter deel uit van een regeringscoalitie, waarbij er een verenigd parlement is en een verenigde regering die de regio bestuurt vanuit de zetelstad Erbil en het vertrouwen geniet van 104 leden van het 111 zetels tellende Koerdische parlement.

## Demografie

### Bevolkingssamenstelling
De Koerden vormen de overgrote meerderheid in de KRG. Verder zijn er nog groepen minderheden, zoals Arabieren, Armeniërs, Assyriërs en Turkmenen.
Door de relatieve veiligheid van de Koerdische Autonome Regio ten opzichte van de rest van Irak, is de KRG een centrum geworden van culturele en etnische saamhorigheid, waarin etnische en religieuze minderheden, zoals de jezidi's en christenen, worden beschermd door de Koerdische overheid.

### Talen
Het Koerdisch is de officiële taal binnenin de KRG. Verder wordt er Arabisch gesproken en spreken etnische minderheden onderling hun eigen taal.

### Religie
De overgrote meerderheid van de inwoners in de KRG is islamitisch en hangt het soennisme aan. Door de relatieve tolerantie van de Koerden ten opzichte van andere volkeren zijn er ook nog andere religieuze minderheden zoals de christenen die verschillende kerken hebben gevestigd in de KRG. Ook de jezidi-minderheid heeft veel vrijheid om haar geloof in de KRG te praktiseren.

## Politiek

### Politieke structuur
De KRG hanteert een semipresidentieel systeem aan als regeringsvorm met de president als staatshoofd en opperbevelhebber. Momenteel is Nêçîrvan Barzanî de president van de KRG. 
De grootste partijen in de regering zijn de Koerdische Democratische Partij (KDP) en Patriottische Unie van Koerdistan (PUK).
De wetten die door de Koerdische Regionale Regering opgesteld worden, staan boven de Iraakse grondwet. Alle wetten die sinds 1992 opgesteld zijn, blijven van kracht. Koerdisch is de officiële taal binnen het bestuursgebied van de Koerdische Regionale Overheid.

### Bestuurlijke indeling
Koerdistan is wettelijk ingedeeld in drie provincies. Dit zijn Duhok, Erbil en Suleimaniya. De facto zijn ook Kirkoek, Sinjar en Khanaqin onderdeel van de KRG. Deze vallen in praktijk wel onder het gezag van de KRG en de Koerdische strijdkrachten van de Peshmerga, maar een referendum moet dit wettelijk nog vaststellen.